# Katja Prins
Katja Prins (Haarlem, 1970) is een Nederlands sieraadontwerper. Zij heeft een atelier op de Wallen te Amsterdam.

## Biografie
Prins is opgeleid aan de Vakschool Schoonhoven (1989-1993) en aan de Gerrit Rietveld Academie te Amsterdam (1993-1997). Tijdens haar opleiding in Schoonhoven liep zij stage bij Peggy Bannenberg.
In haar werk zinspeelt Prins onder meer op de relatie tussen het menselijk lichaam en de medische technologie. Door middel van haar sieraden spreekt Prins zich uit over de relatie tussen de mens en de machine, de plastische chirurgie en de genetische - en nanotechnologie.
In 2002 verzorgde Prins het ontwerp voor de Harriët Freezerring, een jaarlijkse prijs uitgereikt door het tijdschrift Opzij. In 2017 ontwierp Prins de Wilhelminaring, een tweejaarlijkse prijs voor beeldhouwers.

## Tentoonstellingen
- 2011 - Katja Prins, Inter-Act (Past, Present and Future), Galerie Rob Koudijs, Amsterdam
- 2014 - Katja Prins, Hybrids, Galerie Rob Koudijs, Amsterdam